# Сенфорд (Алабама)
Сенфорд (англ. Sanford) — місто (англ. town) в США, в окрузі Ковінгтон штату Алабама. Населення — 257 осіб (2020).

## Географія
Сенфорд розташований за координатами 31°17′56″ пн. ш. 86°23′56″ зх. д. / 31.29889° пн. ш. 86.39889° зх. д. (31.298820, -86.398859).  За даними Бюро перепису населення США в 2010 році місто мало площу 10,93 км², з яких 10,82 км² — суходіл та 0,11 км² — водойми.

## Демографія
Згідно з переписом 2010 року, у місті мешкала 241 особа в 99 домогосподарствах у складі 70 родин. Густота населення становила 22 особи/км².  Було 122 помешкання (11/км²).
Расовий склад населення:
| - 97,1 % — білих - 0,4 % — корінних американців - 0,4 % — чорних або афроамериканців |

До двох чи більше рас належало 2,1 %. Частка іспаномовних становила 1,2 % від усіх жителів.
За віковим діапазоном населення розподілялося таким чином: 24,1 % — особи молодші 18 років, 63,5 % — особи у віці 18—64 років, 12,4 % — особи у віці 65 років та старші. Медіана віку мешканця становила 41,3 року. На 100 осіб жіночої статі у місті припадало 100,8 чоловіків;  на 100 жінок у віці від 18 років та старших — 88,7 чоловіків також старших 18 років.
Середній дохід на одне домашнє господарство  становив 43 220 доларів США (медіана — 33 333), а середній дохід на одну сім'ю — 56 002 долари (медіана — 43 214). За межею бідності перебувало 17,5 % осіб, у тому числі 0,0 % дітей у віці до 18 років та 13,8 % осіб у віці 65 років та старших.
Цивільне працевлаштоване населення становило 82 особи. Основні галузі зайнятості: освіта, охорона здоров'я та соціальна допомога — 17,1 %, виробництво — 15,9 %, науковці, спеціалісти, менеджери — 13,4 %, сільське господарство, лісництво, риболовля — 12,2 %.